# آرنه يوهانسون
آرنه يوهانسون (بالسويدية: Arne Johansson)‏ هو دراج سويدي، ولد في 4 مارس 1927 في ستوكهولم في السويد، وتوفي في 16 أغسطس 2018.

## وصلات خارجية
- آرنه يوهانسون على موقع أرشيف الدراجات (الإنجليزية)
- آرنه يوهانسون على موقع أوليمبيديا (الإنجليزية)
- آرنه يوهانسون على موقع اللجنة الأولمبية السويدية (السويدية)